# Guerra di successione milanese
La guerra di successione milanese fu una guerra di successione per il ducato di Milano durata dalla morte del duca Filippo Maria Visconti il 13 agosto 1447 fino al trattato di Lodi del 9 aprile 1454.

## Antefatti

### Morte di Filippo Maria Visconti e nascita della repubblica

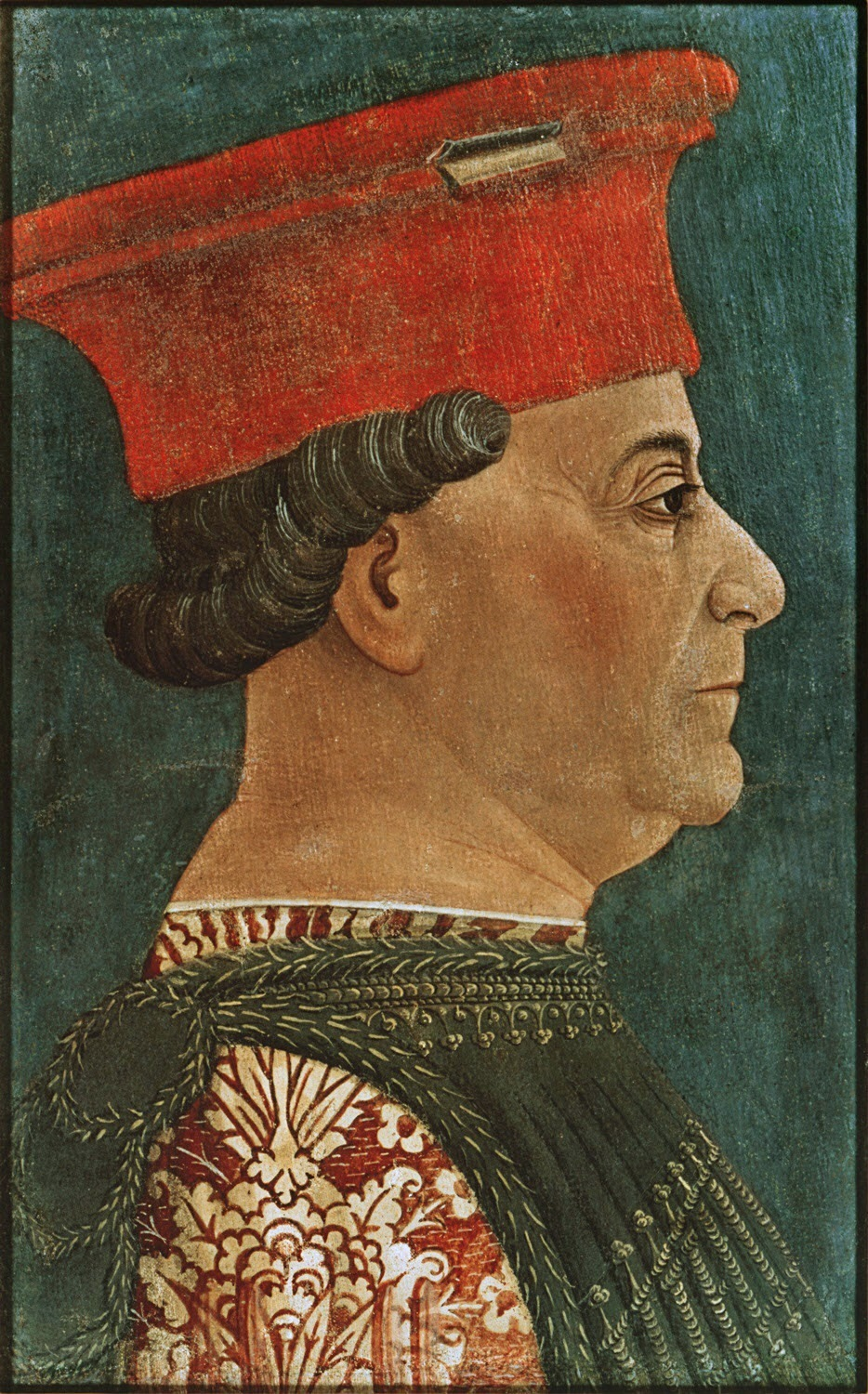
Francesco Sforza ritratto da Bonifacio Bembo, 1460 circa, Pinacoteca di Brera

Il 13 agosto 1447 morì il duca di Milano Filippo Maria Visconti, che aveva solamente una figlia, Bianca Maria, e nessun erede maschio, portando quindi alla fine della dominazione della dinastia Visconti sul ducato. I cittadini, appoggiati da alcune città vicine, insorsero, proclamando la nascita dell'Aurea Repubblica Ambrosiana, che rifiutava ogni forma di monarchia, eleggendo un consiglio di venti "Capitani difensori della libertà" e dando tutto il potere militare a Francesco Sforza, abile condottiero genero di Filippo Maria Visconti e marito di Bianca Maria. Francesco Sforza, in realtà, progettava di diventare duca di Milano, ma egli non era l'unico pretendente al trono: il re Alfonso V d'Aragona e Napoli (a cui Filippo Maria aveva lasciato in eredità il ducato), il duca Carlo d'Orléans (figlio della sorellastra di Visconti), il duca Ludovico I di Savoia (fratello della moglie di Filippo Maria), Alberto VI d'Asburgo (pronipote di Bernabò Visconti) e dall'imperatore Federico III, secondo il quale il ducato di Milano sarebbe dovuto tornare in mano al Sacro Romano Impero in seguito all'estinzione della linea di successione maschile.

### Guerra fra repubbliche
Con Francesco Sforza al comando dell'esercito, l'Aurea Repubblica Ambrosiana, sorta nella parte occidentale dell'ex ducato, riuscì ad impadronirsi della maggior parte dei territori precedentemente in mano a Milano, sconfiggendo le città ribelli di Piacenza, Pavia e Lodi, e liberando le terre conquistate dalla Repubblica di Venezia (che era già in guerra con Milano da anni).

### Il tradimento di Francesco Sforza
Nel 1448, nel mese di ottobre, Francesco Sforza cambiò fazione, schierandosi con la Repubblica di Venezia, dopo che il doge aveva promesso di supportarlo nella sua pretesa al trono di Milano. In poco tempo Venezia, sotto il suo nuovo condottiero, riuscì a riprendersi le terre precedentemente perdute, mettendo in difficoltà la neonata repubblica milanese. Tuttavia, il duca di Savoia Ludovico I, che voleva segretamente conquistare Milano, intervenne a sostegno dell'Aurea Repubblica Ambrosiana, ma fu sconfitto il 22 aprile 1449 nella battaglia di Borgomanero. Venezia però, col tempo, iniziò a temere il crescente potere di Francesco Sforza, e quindi finanziò segretamente l'Aurea Repubblica Ambrosiana, ma era ormai troppo tardi, poiché essa cadde e, il 25 marzo 1450 Francesco fu proclamato duca di Milano dal consiglio e dal popolo.

## La guerra di successione
Il Ducato di Milano era ormai rinato, con Francesco Sforza come nuovo duca, e in breve tempo riconquistò gran parte delle terre della Lombardia occidentale, strappandole alla Repubblica di Venezia, che decise quindi di allearsi con Alfonso V, re di Napoli e della Corona d'Aragona, che rivendicava il trono di Milano. Francesco Sforza tuttavia, tramite abili mosse diplomatiche, riuscì a portare dalla sua parte il signore di Firenze Cosimo de' Medici e il re di Francia Carlo VII, che inviò il duca Renato d'Angiò nel 1452 in aiuto a Milano, a condizione che Sforza lo aiutasse a conquistare Napoli. La guerra di successione continuò fino al 9 aprile 1454, quando fu firmato il Trattato di Lodi. Esso riconobbe Francesco Sforza come legittimo duca di Milano e stabilì un equilibrio di potere in Italia tramite la formazione della Lega Italica. Nonostante ciò, gli Sforza furono riconosciuti ufficialmente come signori di Milano solamente nel 1494, quando l'imperatore Massimiliano I diede questo titolo a Ludovico Sforza, figlio di Francesco.